# 安腾2

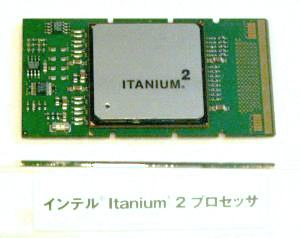
Itanium2

安腾2（英語：Itanium）是Itanium的後一代CPU。與Itanium相同Itanium 2也是採用IA-64架構的微處理器，由HP與Intel所共同研發，並在2002年7月發佈。Itanium 2架構基於VLIW以及Explicitly Parallel Instruction Computing（EPIC）。在理論上，由於它的平行處理架構（Parallel Computing Microarchitecture），使得其效能約為CISC與RISC在同樣工作頻率的八倍。
Itanium 2被大量用在需要計算的超級電腦上，以及大型公司的資料庫系統。
Itanium 2於2002年推出，它的市場定位改成企業伺服器而不是整個高性能運算的範圍。最初Itanium 2的內部代號為 McKinley。它使用 180 奈米製程，不過它解決了很多前一代性能不彰的問題。
在 2003年，AMD推出Opteron，是第一款含 x86-64 技術的處理器。而它在企業伺服器的領域中被快速接納的原因是它能夠很容易的從x86的架構中升級。而Intel則是在2004年推出有 x86-64技術的Xeon處理器還擊。2003年Intel也推出了新的Madison核心的 Itanium 2。採用130奈米製程製造而成，而更新的Montecio則是在2006年6月推出。
在 2005年3月，Intel宣布它正在執行新的Itanium計畫，代號為Tukwila將於2007年問世。Tukwila將配備四顆處理器，而且會用新的通用系統介面取代原有Itanium匯流排，而這種介面也會應用在Xeon上面。之後Intel說明 Tukwila 的問世將順延至2008年年尾。
在 2005年11月，主要幾個Itanium伺服器製造廠商與Intel與一些軟體開發商成立了Itanium解決方案聯盟來宣傳此架構且加速軟體支援度。而該協會發表初協會會員在 2010 年底將投資共100億美元為發展 Itanium。
不過Itanium並不是Intel的主力產品。Intel並沒有說明製造出多少產品，但有一個業界分析家指出在2007年Intel大約生產20萬顆處理器。

## 版本
- McKinley
- Madison
- Hondo
- Deerfield
- Fanwood
- Montecito
  - Montecito是第一個有雙核心的Itanium處理器，由90奈米技術所製造。Montecito目前的速度有低功率的1.4 GHz以及較高性能的1.6 GHz/18MB L3。它的FSB工作頻率為400MHz與533MHz。

## 未來产品
- Montvale
- Tukwila
- Poulson

## 外部連結
- Intel Itanium 2 technical specifications
- Some undocumented Itanium 2 microarchitectural information （页面存档备份，存于）